# Bosque nacional de Santa Rosa dos Purus
El bosque nacional de Santa Rosa dos Purus es un área protegida federal de Brasil categorizado como bosque nacional y creada en el 2001 en un área de 230 257 ha en el estado de Acre. El bioma predominante es el amazónico.